# 在日セルビア人
在日セルビア人（ざいにちセルビアじん）は、日本に一定期間在住するセルビア国籍の人々である。

## 統計
日本の法務省の在留外国人統計によると、2018年6月末時点で在日セルビア人は228人である。
在留資格別（3位まで）
| 順位 | 在留資格                 | 人数 |
| ---- | ------------------------ | ---- |
| 1    | 永住者                   | 50   |
| 2    | 技術・人文知識・国際業務 | 47   |
| 3    | 留学                     | 33   |

都道府県別（3位まで）
| 順位 | 都道府県 | 人数 |
| ---- | -------- | ---- |
| 1    | 東京     | 73   |
| 2    | 神奈川   | 21   |
| 3    | 愛知     | 19   |

## 著名人
- デヤン・ボヨビッチ
- ヨバナ・ブラコチェビッチ
- アレクサンドラ・ツルンチェヴィッチ
- ミラ・ゴルボビッチ
- ウラジミール・グルビッチ
- ドラジェン・ルブリッチ
- ブランキツァ・ミハイロビッチ
- ブリジトカ・モルナル
- ドラガン・ムルジャ
- イヴァナ・ネーショヴィッチ
- イェレナ・ニコリッチ
- ブラティスラフ・プノセバッチ
- ドラガン・ストイコビッチ
- ネマニャ・ヴチチェヴィッチ
- ミロシュ・バヤリツァ
- ドゥシャン・ツェティノヴィッチ
- ランコ・デスポトビッチ
- ネナド・ジョルジェビッチ
- ダルコ・チョハダレヴィッチ
- ミオドラグ・ライコビッチ